# Soun Veasna
Soun Veasna (sinh ngày 27 tháng 3 năm 1994 ở Campuchia) là một cầu thủ bóng đá thi đấu cho Electricite du Cambodge ở Giải bóng đá vô địch quốc gia Campuchia.
Anh từng đại diện Campuchia thi đấu quốc tế.

## Danh hiệu

### Câu lạc bộ
Svay Rieng
- Giải bóng đá vô địch quốc gia Campuchia: 2013
- Hun Sen Cup: 2011, 2012, 2015